# Campionati europei di salto ostacoli 1966
I Campionati europei di salto ostacoli 1966 si sono svolti a Lucerna, in Svizzera. 

## Podi
| Evento           | Oro           | Argento      | Bronzo                |
| Gara individuale | Nelson Pessoa | Frank Chapot | Hugo Miguel Arrambide |

## Medagliere
| Posiz. | Nazione     | Oro | Argento | Bronzo | Totale |
| ------ | ----------- | --- | ------- | ------ | ------ |
| 1      | Brasile     | 1   | 0       | 0      | 1      |
| 2      | Stati Uniti | 0   | 1       | 0      | 1      |
| 3      | Argentina   | 0   | 0       | 1      | 1      |
| Totale | Totale      | 1   | 1       | 1      | 3      |